# Cavriago
Cavriago (Cuariēgh in dialetto cavriaghese, Queriêgh in dialetto reggiano) è un comune italiano di 9 917 abitanti della provincia di Reggio Emilia in Emilia-Romagna.

## Geografia fisica
Cavriago è sito nella pianura Padana, ad 8 km a sud-ovest di Reggio Emilia. Il territorio comunale è composto, oltre che dal capoluogo, dalle frazioni di Corte Tegge e Quercioli per un totale di 17 chilometri quadrati. Confina a nord e ad est con Reggio nell'Emilia, a sud e ad ovest con Bibbiano.

## Origini del nome
Cavriago è da ricondurre probabilmente al gentilizio latino Curvelius, con suffisso -acu e con un passaggio da o, u protoniche ad a.

## Storia

### Origini
Cavriago viene menzionato per la prima volta in un documento dell'Archivio Capitolare di Parma datato 1º dicembre 996, attraverso il quale la contessa Rolenda, figlia illegittima di re Ugo d'Italia, donava il castello e la cappella di Corviaco a un certo Paulone. Insediamenti nel luogo esistevano comunque prima di questa carta bollata, che già cita costruzioni importanti, come un castello.

### Il medioevo
Paulone Bovini (Bruini secondo altri documenti), in virtù della donazione della contessa Rolenda, diventa quindi il primo feudatario di Cavriago, nonché capostipite della dinastia che dominerà il territorio del paese per quattro secoli. Fino al 1077, anno in cui l'imperatore Enrico IV si umiliò a Canossa, Cavriago restò nell'orbita dei possedimenti matildici. Poi, sul finire dell'XI secolo, i cavriaghesi si unirono ai reggiani nella lotta contro l'Impero, che culminerà, nel 1167, nella Lega Lombarda.
Durante l'età comunale Cavriago è tagliata in due dal confine tra i comuni di Reggio e Parma. Il confine correva proprio lungo il Rio di Cavriago, che ancora oggi attraversa il paese, e di tale divisione rimane traccia ancora oggi nel fatto che in paese vi siano due chiese: San Terenziano, che fu sempre sotto la diocesi di Reggio, e San Nicolò, sotto quella di Parma. Il borgo è il teatro di continui scontri armati; Cavriago viene citato esplicitamente come teatro di una sanguinosa battaglia tra reggiani e parmensi nel 1215. Di questo periodo fanno parte, con ogni probabilità, i lavori che dotarono il castello di Cavriago di mura più spesse.
Terra di confine, il paese diventa la meta preferita di briganti e criminali di entrambe le signorie. In questo periodo, molto probabilmente, nasce il detto popolare (sopravvissuto fino ai giorni nostri): “A Cavriago piantano i fagioli e nascono i ladri". La situazione non cambia nemmeno quando, alla fine del XIII secolo, nel Trecento i Visconti, che avevano conquistato Reggio Emilia nel 1371, dotarono il castello di armi da fuoco.
Nel Quattrocento Cavriago passa, insieme a Reggio, agli Este di Ferrara che governeranno queste terre, seppur a spazi alterni, fino all'Unità d'Italia. L'epoca delle discordie civili a Reggio non sembra coinvolgere Cavriago: bisogna aspettare il 1458 per vedere il paese di nuovo menzionato in un documento ufficiale. In quell'anno, sotto il dominio di Borso d'Este, a Cavriago viene realizzato il Canale Ducale, un sistema di irrigazione che migliora l'agricoltura in tutto il contado. Nel 1465, infine, Cavriago viene donato da Borso d'Este a Teofilo Calcagnini, a cui si deve la promulgazione degli Statuti di Cavriago, una raccolta di leggi che metteva per iscritto alcune consuetudini locali.

### La distruzione del castello e il Rinascimento
Uno degli eventi centrali della storia di Cavriago è certamente quello della distruzione del suo castello. Tutto inizia nel 1482: Cavriago è ancora sotto il dominio di Teofilo Calcagnini, ma Ercole I d'Este (Duca di Ferrara, Modena e Reggio) è entrato in guerra con i veneziani, appoggiati dai conti Rossi della vicina Parma e da Guido Torelli di Montechiarugolo. Proprio il Torello, approfittando di un errore strategico di Ercole I, conquista e saccheggia Montecchio, poi attacca Cavriago. I cavriaghesi, stanchi delle alte tasse imposte dagli Este, si consegnano spontaneamente al Torello, suscitando l'ira dei reggiani e della signoria di Ferrara.
Il verdetto del piccolo senato reggiano, datato 7 dicembre 1482 è unanime: punire Cavriago con la distruzione del castello. Si trattava, quasi certamente, di una soluzione estrema già considerata, dal momento che Borso d'Este, predecessore di Ercole I, qualche anno prima aveva definito il paese "La bicocheta qui de Cavriaco… sempre ribelle e cagione di molti danni".
Il 14 aprile 1486 il castello di Cavriago viene abbattuto a cannonate, ma gli Este non si fermano qui. La sete di vendetta è troppa e così, giorno dopo giorno, un migliaio di guastatori ferraresi rade al suolo ogni edificio del paese. Le poche costruzioni rimaste in piedi il 25 aprile 1486 vengono ribattezzate Villa Nova, con l'intenzione di cancellare per sempre il ricordo degli odiati traditori.
Del castello non rimane granché. Il fossato è rimasto visibile, intorno alla chiesa di San Terenziano, fino al XVIII secolo, poi è scomparso. Oggigiorno, della costruzione medievale non restano che due torri, peraltro irriconoscibili a colpo d'occhio, a causa dei molti restauri che hanno subito nel corso dei secoli. Una è l'ex sede del Municipio ed ex biblioteca comunale, l'altra è un edificio privato, conosciuto dagli abitanti di Cavriago come Il Mulino.

### Età contemporanea
Nella seconda metà dell'Ottocento Cavriago divenne terreno fertile per il nascente movimento socialista qui guidato da Camillo Prampolini. Il 15 agosto 1909 fu aperta al traffico la ferrovia proveniente da Reggio Emilia. Il 1º maggio 1921, durante le celebrazioni della festa dei lavoratori, una squadraccia fascista sparò sui manifestanti uccidendo il cattolico Stefano Barilli e l'anarchico Primo Francescotti. La repressione e le continue violenze perpetrate dagli squadristi nei confronti degli antifascisti locali spinse molti di questi a riparare in Francia. Qui un gruppo di esuli cavriaghesi darà vita nel 1933 alla Fratellanza Reggiana.
Dopo l'8 settembre 1943 si costituì a Cavriago uno dei primi nuclei della Resistenza della provincia reggiana. I partigiani cavriaghesi, guidati dalla carismatica figura di Angelo Zanti, intrapresero fin dai primi mesi dell'occupazione nazifascista un'attiva ed intensa lotta contro i tedeschi ed i loro alleati repubblichini. Il 16 ed il 19 aprile 1945 il paese, che era sede del LI. Gebirgskorps tedesco venne duramente bombardato dalla Royal Australian Air Force. Nel corso dei due attacchi aerei, che causarono gravi distruzioni, morirono 14 persone.

### Simboli

Gonfalone civico

Bandiera

Lo stemma era liberamente utilizzato dal Comune anche se privo di formale decreto di concessione e si poteva blasonare: d'azzurro, alla cinta d'argento, racchiudente un ovale confinante di rosso, carico di un ghepardo rampante d'oro, maculato al naturale, con la testa posta di profilo; i quattro cantoni d'azzurro, compresi fra la cinta e l'ovale sono carichi di una decorazione a fogliame.
Il leone o leopardo era emblema dei Calcagnini, famiglia legata agli Estensi e a lungo feudataria di Cavriago dai tempi del Duca Borso.
In occasione del 158º anniversario dell'istituzione del Comune di Cavriago, il 23 marzo 2018, il comune ha provveduto al restyling dello stemma storico che viene riproposto in forma stilizzata e descritto: d'azzurro, alla cinta d’argento, racchiudente un ovale confinante di rosso, carico di un leone d'oro.
Nella stessa occasione è stata adottata la bandiera municipale costituita da un drappo partito di giallo e di verde con al centro lo stemma civico sovrastato dalla scritta Comune di Cavriago.
Il gonfalone è un drappo di azzurro.

## Monumenti e luoghi d'interesse

### Architetture religiose

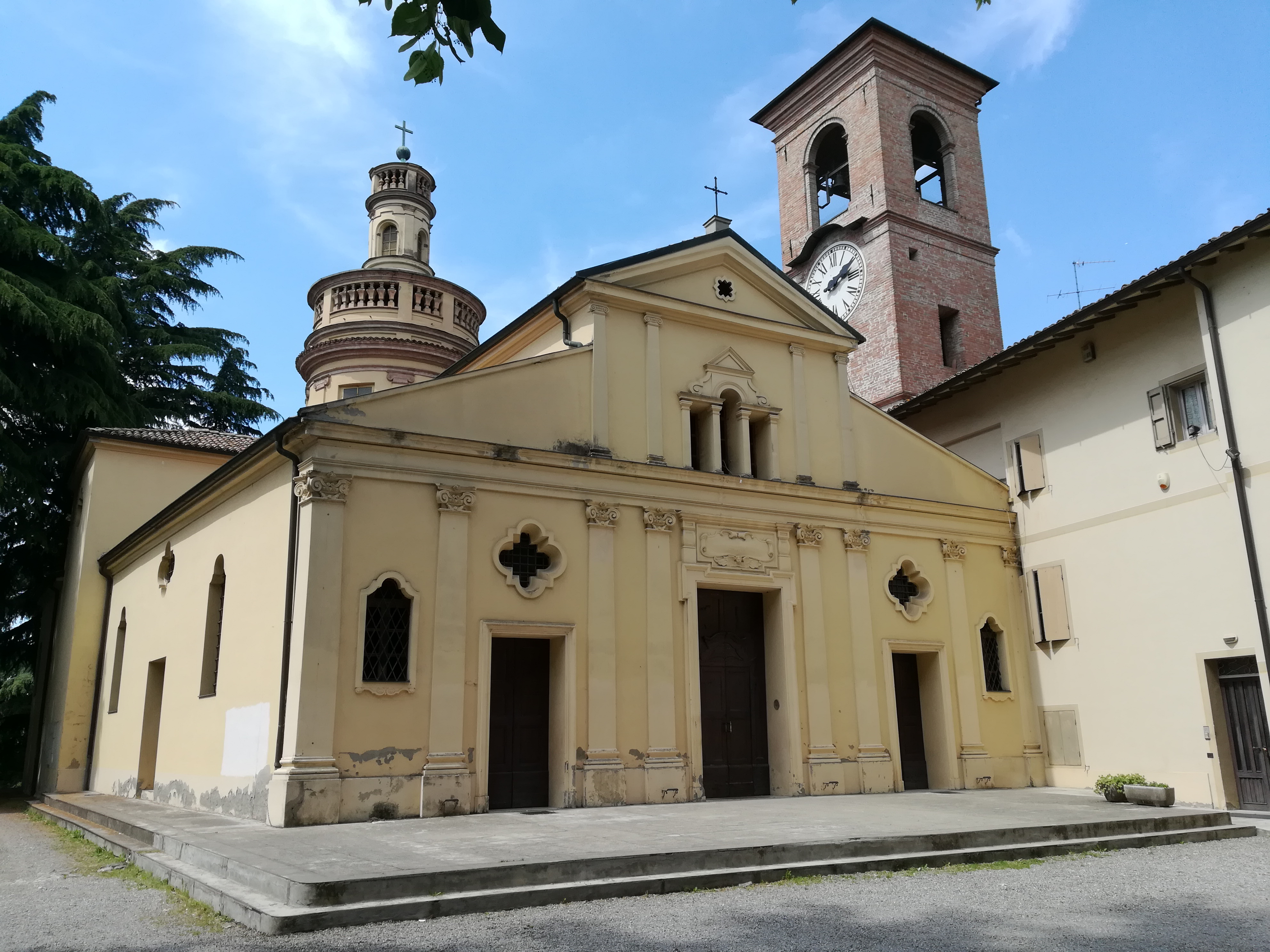
Chiesa parrocchiale di San Terenziano

- Chiesa parrocchiale di San Terenziano a Cavriago.
- Chiesa di San Nicolò nella frazione di San Nicolò.

### Monumenti

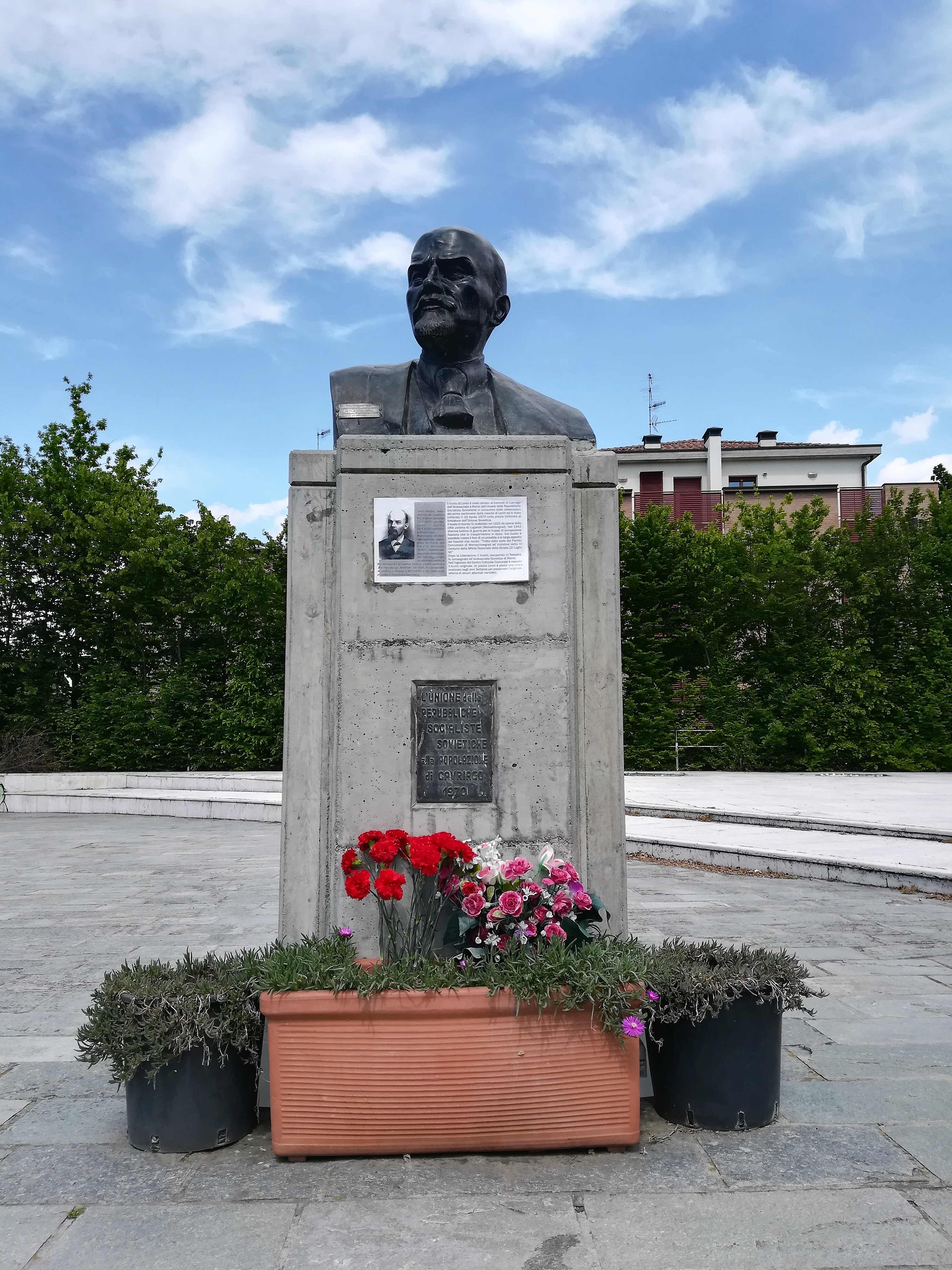
Busto di Lenin

- Busto di Lenin, nell'omonima piazza di Cavriago
- Cimitero Napoleonico[11]

## Società

### Evoluzione demografica
Abitanti censiti

### Etnie e minoranze straniere
Al 31 dicembre 2017 gli stranieri residenti nel comune sono 926, pari al 9,3% della popolazione. Le nazionalità più numerose sono:
- Marocco: 199
- Albania: 133
- Romania: 95
- Cina: 68
- Ucraina: 60

### Lingue e dialetti
Il dialetto cavriaghese è una varietà dialettale della lingua emiliana e più in particolare del dialetto reggiano. La maggior parte delle parole di questo dialetto ha origine dal latino, alcune ne hanno variato la forma, altre sono rimaste invariate. Prima della conquista romana, in Emilia-Romagna erano insediati i Celti. Durante la dominazione romana il latino diventò lingua ufficiale su tutto il territorio, ma non fu mai imposto con l'autorità, perciò le lingue precedenti si mantennero in uso a lungo, accanto al latino, al punto da influire sulla sua evoluzione come lingua di sostrato. La conseguenza di ciò, fu un latino con notevoli flussi gallici nell'intera regione. Dopo la disgregazione dell'Impero romano le caratteristiche delle parlate prelatine ricomparvero, dando vita alle lingue neolatine, tra cui i vari dialetti emiliani e le altre lingue gallo-italiche.

## Cultura
- Il Multiplo[14] è il nuovo Centro Cultura del Comune di Cavriago.
- Artoteca, la prima pubblica in Emilia Romagna[15].

### Eventi
Ogni terza domenica del mese, escluso agosto, si svolge nel centro storico uno dei più grandi mercatini dell'antiquariato e del collezionismo della regione. Vi prendono parte circa 200 espositori provenienti da tutto il nord Italia. L'ultima domenica di marzo si tiene la grande fiera del bue grasso dove si possono degustare i sapori e gli aromi della carne dell'animale.
La seconda domenica di settembre è la volta invece della fiera dei tori.
L'ultima domenica di settembre, da oltre 300 anni, si svolge la Sagra di San Vincenzo con iniziative di vario genere fra cui spicca il Corteo matildico della domenica pomeriggio con oltre un centinaio di comparse in costume medievale a sfilare e gareggiare nelle sfide che si svolgono a fianco dell'antica chiesa di San Nicolò.
A giugno, in occasione della festa del santo patrono, si tiene la nota "Tortellata di san Giovanni".
Ogni anno a gennaio, per iniziativa del Partito Marxista-Leninista Italiano (PMLI), si tiene la commemorazione di Lenin, davanti al suo busto.

## Infrastrutture e trasporti

### Ferrovie
Cavriago è dotata di una propria stazione lungo la ferrovia Reggio Emilia-Ciano d'Enza. La stazione di Reggio Emilia è la fermata ferroviaria più vicina sulla linea Milano-Bologna, è inoltre servita dalla linea 7 degli autobus di SETA.

## Amministrazione
Di seguito è presentata una tabella relativa alle amministrazioni che si sono succedute in questo comune.
| Primo cittadino   | Partito        | Partito                                         | Mandato        | Mandato        | Elezione      |
| Primo cittadino   | Partito        | Partito                                         | Inizio         | Fine           | Elezione      |
| ----------------- | -------------- | ----------------------------------------------- | -------------- | -------------- | ------------- |
| Ugo Ferrari       |                | Partito Comunista Italiano                      | 18 marzo 1988  | 1990           | -             |
| Ugo Ferrari       |                | Partito Democratico della Sinistra              | 1990           | 24 aprile 1995 | Elezioni 1990 |
| Ugo Ferrari       | 24 aprile 1995 | Partito Democratico della Sinistra              | 14 giugno 1999 | Elezioni 1995  |               |
| Loriana Paterlini |                | Democratici di Sinistra                         | 14 giugno 1999 | 14 giugno 2004 | Elezioni 1999 |
| Vincenzo Delmonte |                | Democratici di Sinistra                         | 14 giugno 2004 | 8 giugno 2009  | Elezioni 2004 |
| Vincenzo Delmonte |                | Partito Democratico                             | 8 giugno 2009  | 26 maggio 2014 | Elezioni 2009 |
| Paolo Burani      |                | Partito Democratico                             | 26 maggio 2014 | 27 maggio 2019 | Elezioni 2014 |
| Francesca Bedogni |                | lista civica di centro-sinistra Uniamo Cavriago | 27 maggio 2019 | in carica      | Elezioni 2019 |

### Lenin sindaco onorario
Grazie a un gruppo musicale reggiano, gli Offlaga Disco Pax, è girata voce che Lenin dal 1917, anno della Rivoluzione russa, fosse sindaco onorario del paese. Tuttavia "non esiste alcun atto formale dal quale si possa desumere il conferimento del titolo di primo cittadino onorario al leader del bolscevismo".
Cavriago era terra di emigrazione e i suoi contadini-muratori alla fine dell'Ottocento andavano a lavorare in Francia a piedi con la carriola. Quando però infuriò la Rivoluzione d'ottobre riuscirono lo stesso a mandar soldi a chi stava aprendo le porte al "sol dell'avvenire". Per questo, dice la leggenda, il fondatore del partito bolscevico citava lo sconosciuto paesino reggiano come luminoso esempio del socialismo che avanzava in tutto il mondo. Fu così che una delegazione di Bendery, città dell'allora Repubblica Socialista Sovietica Moldava, quando arrivò a Cavriago per il gemellaggio nel 1971 (tuttora esiste una piazza dedicata alla città di Benderi), portò in dono al paese un busto in bronzo di Vladimir Ilic Lenin, uno dei pochi in Italia.
Il busto venne messo in piazza, l'omonima piazza Lenin, e difeso da dei militanti. In seguito a un tentativo di attentato esplosivo si decise di mettere il busto al riparo e di lasciare in piazza una copia, mentre l'originale venne spostato nel vecchio municipio risiedente in piazza Zanti, adibito a centro culturale.

### Gemellaggi
- Benderi, dal 1971[17][18]